# Mindere Regularkleriker
Die Minderen Regularkleriker (lat.: Clerici regulares minores, ital. Chierici Regolari Minori, Ordenskürzel: CRM) sind eine Ordensgemeinschaft von Regularklerikern in der Römisch-katholischen Kirche. Die Patres werden auch als Marianen oder als Caracciolanen bezeichnet; in Italien werden sie Padri Caracciolini genannt, in englischsprachigen Ländern Adorno Fathers. Seit 1972 gibt es auch eine Niederlassung in Deutschland, und zwar in Münster.
Der lateinische Wahlspruch der Kongregation lautet: Ad Maiorem Resurgentis Gloriam (deutsch: Zur größeren Ehre des Auferstandenen). Zu ihrer Besonderheiten gehört, dass die Mitglieder Ewige Anbetung halten und neben den allgemeinen drei Gelübden ein viertes Gelübde ablegen, in dem sie geloben, keine Ehrenwürden anzustreben. Generalsuperior des Ordens ist seit 2006 Raffaele Mandolesi CRM.

## Geschichte
Die Ordensgenossenschaft wurde 1588 in Neapel von Agostino Adorno, Fabrizio Caracciolo und dem hl. Francesco Caracciolo gegründet und in den Jahren 1588, 1591 und 1605 päpstlich bestätigt. Sie entstand im Zuge der Gegenreformation. Der Orden breitete sich vor allem im Königreich Neapel sowie in Spanien und Portugal aus. Während seiner größten Ausdehnung umfasste er in vier Provinzen insgesamt 60 Klöster. 1678 konvertierte während einer Italienreise ein außerehelicher Sohn des protestantischen pommerschen Herzogs Ernst Bogislaw von Croÿ, Ernst von Croyengreiff, in Rom zum Katholizismus und trat 1679 als Novize dem Orden bei, um sich zum katholischen Priester ausbilden zu lassen.
Die Patres arbeiteten vor allem in der Mission, außerdem in der Gefangenenseelsorge und in der Krankenpflege. Einige ihrer Missionare gelangten in der ersten Hälfte des 18. Jahrhunderts bis China. Pater Nicola Tomacelli CRM war am Hof des Kaisers in Peking tätig.
Im Zeitalter der Aufklärung erfuhr der Orden einen Niedergang. Die Zahl der Patres sank, Ordenshäuser mussten geschlossen und die Ordenstätigkeit eingeschränkt werden. Zu Beginn des 19. Jahrhunderts war die Ordensgemeinschaft bis auf einige wenige Häuser und Mitglieder geschmolzen. 1884 mussten die Minderen Regionalkleriker Portugal verlassen und 1885 Spanien.
Zu Beginn des 20. Jahrhunderts förderte Papst Benedikt XV. den Wiederaufbau der Minderen Regionalkleriker in Italien. In den 1930er Jahren wurden Häuser in den USA gegründet, in der zweiten Hälfte des 20. Jahrhunderts in Afrika, in Indien und in den Philippinen.

## Stationen
Mit der Genehmigung und Namensgebung des Ordens durch Papst Sixtus V. am 1. Juli 1588 wurde Agostino Adorno die Ordensleitung übertragen. Dieser erste Ordensleiter starb am 29. September 1591. Franz von Caracciolo wurde sein Nachfolger. 
Im Jahr 1592 bestätigte Papst Clemens VIII. die Ordensgemeinschaft und deren Regeln. Nachdem um 1600 eine ganze Reihe neuer Ordenshäuser in Spanien und Italien entstanden waren, war es nötig, für die wachsende Gemeinschaft ein Mutterhaus einzurichten; dieses wurde am 11. Juni 1606 in Rom eröffnet.
Der zweite Ordensleiter Franz von Caracciolo starb am 4. Juni 1608 im Alter von 45 Jahren in Agnone. Fabrizio Caracciolo wurde – als dritter Generalsuperior – sein Nachfolger. Papst Paul V. bestätigte am 8. Oktober 1612 die von Fabrizio Caracciolo erarbeiteten Ordenskonstitutionen. Fabrizio Caracciolo, der dritte Mitgründer, starb am 25. Mai 1615 im Alter von 60 Jahren.
Am 24. Mai 1807 wurde Francesco Caracciolo durch Papst Pius VII. heiliggesprochen.